# Consciencia situacional
La consciencia situacional, conocimiento de la situación o consciencia de la situación (en inglés situation awareness o también situational awareness (SA) es una representación mental y comprensión de los objetos, eventos, gente, estados de los sistemas, interacciones, condiciones ambientales y cualquier otro tipo de factores de una situación específica que puedan afectar al desarrollo de las tareas humanas, bien sean complejas o dinámicas. Formulado en términos simples en la consciencia situacional el humano “sabe lo que ocurre para poder figurarse lo que debe hacer”. Es también definida de forma sencilla como: «lo que se necesita para no ser sorprendido». De forma intuitiva es una de las respuestas (o bien una capacidad para dar respuestas) al menos a una de las cuestiones siguientes: ¿Qué está ocurriendo? ¿Por qué ocurre? ¿Que ocurrirá a partir de ahora? ¿Qué puedo hacer ahora?
En términos de psicología cognitiva la consciencia situacional se refiere al contenido activo del modelo mental de un humano que toma decisiones (decision-maker) o a un esquema de la situación evolutiva de las tareas que tiene que llevar a cabo. El propósito de la consciencia situacional es permitir una forma de tomar decisiones apropiadas y efectivas. Logrando mantener la consciencia situacional se potencia la adquisición, la representación, la interpretación y la utilización de cualquier información relevante con el objeto de dar sentido a los eventos que ocurren, pudiéndose anticipar a los acontecimientos futuros, adquiriendo la capacidad de poder tomar decisiones inteligentes y de poder mantener el control.
La consciencia situacional es un concepto clave en la investigación de factores humanos, en aviación, en mando y control (denominado de forma abreviada como C2, del inglés Command & Control), y en realidad en cualquier dominio donde los efectos del uso de la tecnología y de la creciente complejidad situacional puedan afectar negativamente al humano que toma decisiones. Tener una consciencia situacional completa, precisa y actualizada es algo muy adecuado y esencial para aquellos que son responsables de tener el control de situaciones complejas, altamente dinámicas y de gran riesgo, tal y como puede ser pilotos de combate, controladores de tráfico aéreo, personal de gestión de emergencias, equipos de cirugía quirúrgica, comandantes militares. Un fallo en la consciencia situacional puede proporcionar como consecuencia un fallo en la toma de decisiones y es considerado una de las causas principales en el desarrollo de accidentes atribuidos a fallo humano.

## Orígenes

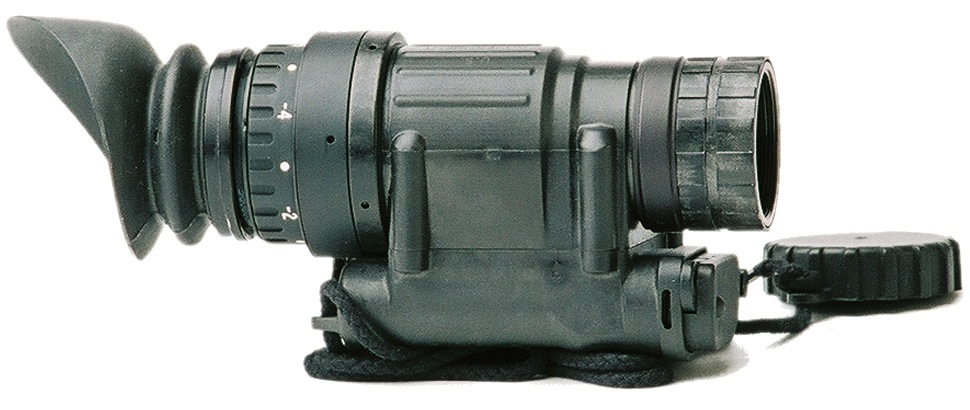
El Land Warrior PVS-14 es un aparato de visión nocturna que proporciona a los soldados una mayor consciencia situacional en el combate nocturno o con poca visibilidad diurna.

El origen del término mismo es bastante reciente, el concepto aparece ligado en la historia a la evolución del pensamiento militar - es reconocible por ejemplo en el libro del Sun Tzu's Arte de la Guerra. Antes de ser adoptado por el dominio de estudio de factores humanos los científicos de los años 90, el término a pesar de ello fue empleado por primera vez en los pilotos de cazas de fuerza Aérea de los Estados Unidos (U.S. Air Force - USAF) cuando volvían de la guerra de en Corea y Vietnam. Estos pilotos decían que tener una buena 'consciencia situacional' era un factor decisivo en el transcurso de los combates aire-aire. Lo denominaban el: "ace factor".
La supervivencia en un dogfight (combate aéreo cercano) era cuestión por regla general de una posición mental en la que se observa los movimientos en el mismo instante del oponente, anticipándose a los siguientes movimientos que realizará en las siguientes fracciones de segundo, actuando antes de que él lo haga. Los pilotos de la USAF llegaron a identificar la consciencia situacional con las fases: "observación" y "orientación" del famoso bucle observación → orientación → decisión → actuar (denominado Bucle OODA del inglés: Observe → Orient → Decide → Act) o ciclo de Boyd, tal y como lo describió el aviador coronel y teórico de la USAF John Boyd. En combate, la estrategia ganadora es mantener al oponente en las primeras posiciones del bucle OODA (observación-orientación), evitando que tome sus propias decisiones o que las tome más rápido o incluso mejor que su oponente, haciendo que la situación cambie rápidamente y que el oponente no pueda monitorizar, para que no pueda comprender. Perdiendo de esta forma su propia consciencia situacional, o lo que es lo mismo permaneciendo «fuera del ciclo» (out of the loop).

## Definiciones y modelos
Existen una gran variedad de definiciones de la consciencia situacional, que por regla general se pueden reensamblar en los mismos conceptos o temas:
- «Todo conocimiento que es accesible y que puede ser integrado en un cuadro coherente, siempre que sea requerido, para valorar y ser capaz de arreglárselas con una situación».[6]
- «La combinación de nueva información con el conocimiento existente en la memoria de trabajo y la elaboración de un cuadro de la situación con proyección de su futuro estatus y las decisiones subsecuentes como apropiados transcursos de las decisiones a tomar».[7]
- «La continua extracción de información del entorno, así como la integración de esta información con el conocimiento previo con el objeto de hacerse idea de un modelo mental coherente, haciendo de este modelo mental un uso directo en la comprensión de las percepciones y siendo capaz de anticiparse a las necesidades futuras».[8]
- «Una consciencia adaptativa, dirigida externamente por el entorno y obtenida como producto del conocimiento en la que se hace coherente el conjunto de tareas dinámicas y las acciones del usuario sobre el entorno que le rodea».[9]

### Modelo de Endsley
La definición más popular y aceptada de la consciencia situacional es la que proporciónó la investigadora estadounidense especialista en factores humanos Mica Endsley (1988, 1995, 2000):

La consciencia situacional es la percepción de los elementos existentes en el entorno en un volumen de tiempo y espacio, la comprensión de su significado, y la proyección de su estatus en el futuro cercano.

La percepción, comprehensión y proyección son, según la opinión de Endsley, los tres componentes esenciales de la consciencia situacional. Ellos dan soporte al mantenimiento activo de un modelo mental integrado en tres niveles jerárquicos:
- Percepción involucra la monitorización, la detección de evidencias y el reconocimiento básico; generalmente se conoce como Level 1 SA (nivel 1 CS), corresponde al nivel más básico de la consciencia situacional, que corresponde a la consciencia de múltiples elementos (objetos, eventos, gente, sistemas, factores ambientales) y sus estados presentes (localizaciones, condiciones, modos, acciones). Se tiene en este nivel los datos relevantes del dominio específico, cuando hay muchos datos en este nivel se hace una selección de los datos apropiados.

- Comprensión comprende la habilidad de comprender los datos y el reconocimiento de patrones, la interpretación y su evaluación; genera lo que se denomina técnicamente como Level 2 SA (nivel 2 CS), su resultado es una comprensión del significado global de los elementos percibidos —como se ajustan todos en una pieza global, que tipo de situación ocurre, que significa en términos de objetivos de la misión—.

- Proyección involucra la anticipación y la simulación mental; se genera en el Level 3 SA (nivel 3 CS)', una consciencia de como se ajusta la misión a las expectativas y a las planificciones previas, averiguando cuales son los eventos y estados posibles/probables. Este es el nivel más alto de consciencia situacional.

#### Jerarquía Cognitiva
Endsley & Jones (1997) diseñaron un modelo paralelo al propuesto por Endsley de los tres niveles de consciencia situacional y la “jerarquía cognitiva” de datos–información–conocimientos–comprensión como sugirió Cooper (1995):

Los datos correlados se convierten en información. La información mediante la consciencia situacional se convierte en conocimiento. El conocimiento empleado para predecir las posibles consecuencias de las acciones se convierte en comprensión.

Endsley y Jones sugieren que el «conocimiento» en esta descripción es similar al nivel 1 CS (level 1 SA) de su modelo de tres niveles, y de la misma forma la «comprensión» es similar de la misma forma a los niveles 2 y 3 SA. Sin embargo, a pesar de ser presentando el modelo jerárquico de consciencia situacional como un sistema capaz de convertir datos crudos en conocimiento, Endsley (2000) insiste también en que la CS no es orientada sólo a datos (data-driven).

#### Valoración de la situación
Endsley (1995) hace distinción entre consciencia situacional, «un estado de conocimiento» una valoración de la situación, «el proceso empleado para alcanzar el conocimiento» Esto es, la valoración de la situación se refiere a la combinación de procesos que involucran y mantienen un modelo mental situacional, mientras que la consciencia situacional es la combinación del conocimiento o contenido de ese modelo.
Es de notar que la consciencia situacional no sólo es producida por los procesos de valoración de la situación, sino que también conduce algunos procesos de forma recurrente. Por ejemplo, la consciencia puede determinar que uno preste atención a la siguiente tarea mientras que se va interpretando la información percibida.

#### Sensemaking
Este es un concepto muy similar que a menudo se confunde con la consciencia situacional CS y sobre todo en el entorno militar de comando y control (C2). en este caso el término situational awareness se aplica sólo cuando es necesario conocer los elementos físicos del entorno (es equivalente al primer nivel de Endsley - level 1 SA), mientras que el resto (es decir los niveles 2 y 3 descritos por Endsley) se refieren mejor a lo que se define como comprensión situacional. Se puede ver estudios, por ejemplo, en artículos en los que se describe como los guerreros van «más allá de la consciencia situacional para lograr la comprensión situational». Los procesos que se involucran en el logro y mantenimiento de la compresión situacional en C2 se denominan sensemaking.

## Medida de la consciencia Situacional

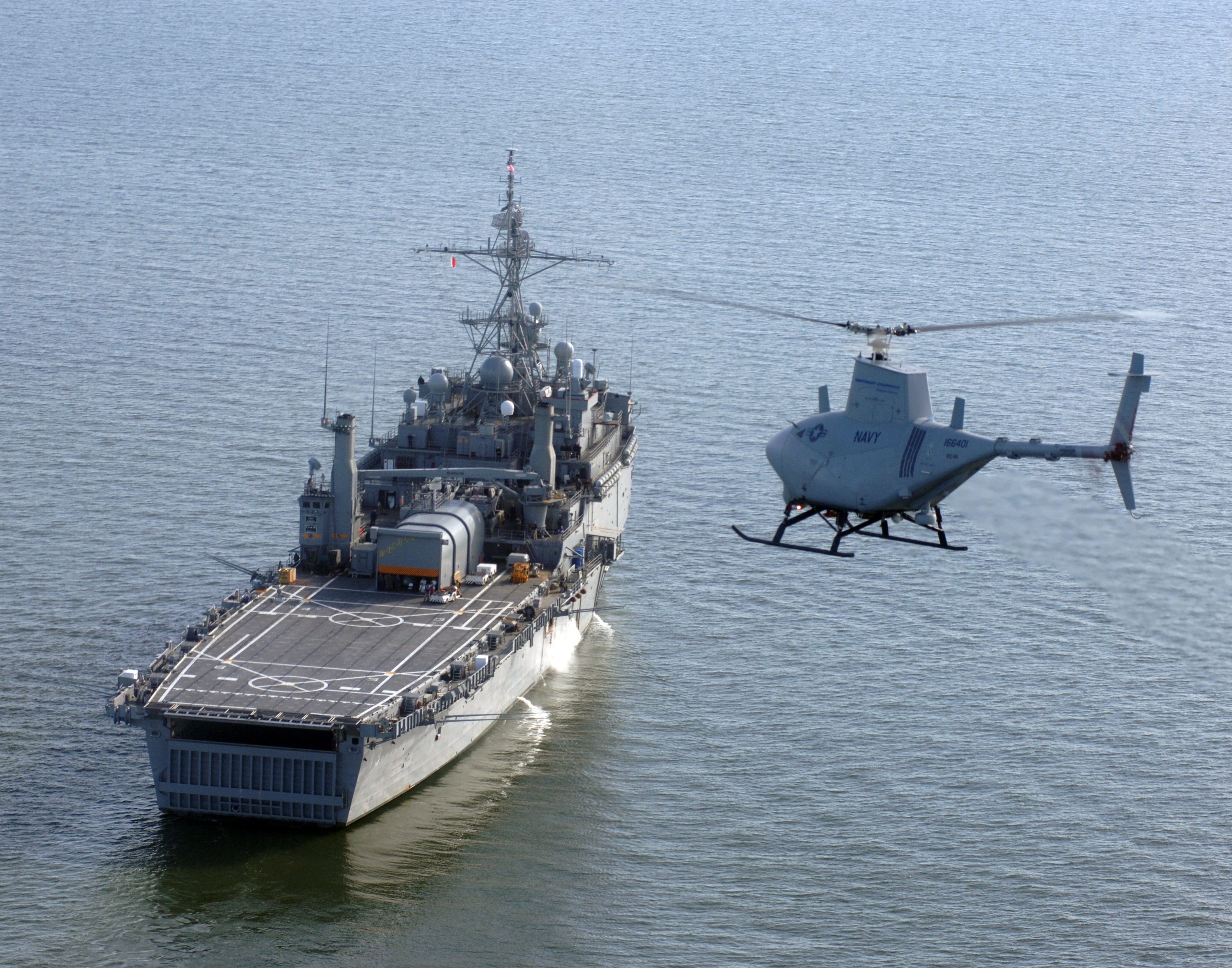
Despegue vertical de un UAV U.S. Navy RQ-8A Fire Scout desde la cubierta del USS Nashville (LPD 13). El sistema del Fire Scout es capaz de realizar operaciones de vigilancias continuas, proporcionando cobertura a casi 200 kilómetros desde el sitio de despegue, proporcionando a la marina una consciencia situacional además de soporte a la precisión de disparo.

Desde comienzos de 1990 han aparecido docenas de diversas técnicas capaces de medir la consciencia situacional en individuos y en equipos. Las técnicas de medida varían en gran medida en parámetros que van desde la 'intrusividad', el alcance, la artificialidad de las tareas a realizar.La variedad de técnicas puede ser clasificada de diversas formas. Por regla general las medidas se dividen en tres categorías principales:
- Medidas explícitas son aquellas en las que se pretende capturar de las personas la forma de percibir y comprender los elementos clave de la situación. Suelen involucrar el uso de “pruebas” o cuestiones diseñadas para provocar a los sujetos un auto-reporte de su consciencia situacional actual.
  - La técnica más conocida (y la más usada) es la que proporciona Endsley[17] que se denomina SAGAT (Situation Awareness Global Assessment Technique), en la que a ciertos intervalos de la simulación de tareas se "congela" la situación y se le presenta a los individuos objeto del estudio una serie de cuestionarios predeterminados de elección-múltiple (multiple-choice) sobre la situación.
  - Una técnica alternativa incluye un método fundamentado en el uso de preguntas abiertas (open questions) embebidas como comunicaciones verbales durante la tarea (conocidos como «pruebas en tiempo-real»). Este método es considerado menos intrusivo y más “natural” que el proceso de interrumpir y congelar la tarea.[18]

- Medidas implícitas son aquellas en las que la consciencia situacional es determinada mediante inferencia indirecta (y objetiva) de evidencias, tales como:
  - Análisis del desarrollo de las tareas - Por ejemplo, un sujeto que dispara a blancos es de suponer que su consciencia situacional se circunscribe a los blancos a los que dispara. Las razones que enlazan el CS con el desarrollo de una tarea es problemático.[19]
  - Análisis de las comunicaciones - Lo que se denomina herramienta WESTT (Workload - carga de trabajo, Error, SA - consciencia situacional, Teamwork and Time - trabajo en equipo y tiempo), por ejemplo, emplea análisis de las comunicaciones y análisis de las redes sociales para derivar en medidas indirectas de la consciencia situacional.[20]
  - Datos fisiológicos - Métodos como: EEG y EOG pueden ofrecer patrones de respuesta que pueden estar correlados con estados o cambios de estados en la consciencia situacional.[21]

- Medidas subjetivas son aquellas sobre las que se proporcionan resultados numéricos de la consciencia situacional (CS) valorados bien por el propio sujeto o por cualquier otra persona del entorno. Algunas técnicas subjetivas consisten en solo una toma de medidas, mientras que otras técnicas puede que lleguen a planificar tomas múltiples mostrando diferentes facetas de la CS. Algunas tomas de medidas pueden ser muy genéricas y pueden ser presentadas a cualquier tipo de operador o persona que toma decisiones (decision-maker), mientras que otras son mucho más específicas y están diseñadas para especificar los requerimientos de una única CS, tarea o role.
  - auto valoraciones se proporcionan por el propio individuo cuando este valora su propio CS. Un ejemplo es SART (la Situation Awareness Rating Technique - Técnica de valoración de la consciencia situacional) desarrollada por Taylor en el año 1989.[22] Las auto valoraciones de la CS son relativamente fáciles de implementar y pueden ser empleadas incluso en el entorno de tareas que se está ejecutando, tales como un vuelo.[23] Se puede realizar a menudo la realización de múltiples valoraciones durante el progreso de las tareas, lo que permite comparación de diferencias relativas durante el tiempo y con diferentes condiciones, pero tan solo diferencias relativas que pueden ser comparadas en diferentes sujetos ya que una valoración de “4” proporcionada por un sujeto no es la misma que la obtenida por otro sujeto que ha obtenido una valoración similar.[7]
  - Valoración de observadores are given by someone outside the task (usually a subject-matter expert) observing the subjects’ performance.[24]
  - Valoraciones del sujeto se emplean en la medida de CS de equipos: un miembro del equipo da su valoración subjetiva a otro miembro y se prosigue así hasta todos los miembros del equipo.[25]

## Consecuencias
Algunos conceptos como la LSA - Loss of Situational Awareness o pérdida de consciencia situacional, este factor es causante de un 70 % de los accidentes de aviación

## Entrenamiento de la consciencia situacional
A partir de los paradigmas de Endsley, utilizando el modelo Cognitive Resource Management. y técnicas de neurofeedback, la pedagoga española María Gabriela López García (2010) desarrolla e implementa el entrenamiento de la consciencia situacional.  La primera organización en implementar este sistema ideado por la investigadora española es el Ejército del Aire.
El entrenamiento de la consciencia situacional tiene como finalidad evitar la pérdida de la misma, LSA, así como proporcionar a los pilotos los recursos cognitivos a fin de que operen siempre por debajo de la máxima carga de trabajo que son capaces de soportar. Con ello se obtiene no solo una menor probabilidad de incidentes/accidentes por factores humanos, sino que las horas de operación alcanzan su grado de eficiencia óptima, alargando la vida operativa de sistemas y operadores.